# Coleman (Michigan)
Coleman – miasto w Stanach Zjednoczonych, w stanie Michigan, w hrabstwie Midland.